# Hainsimsen
Die Hainsimsen (Luzula), auch als Hainbinsen oder regional als Marbel bezeichnet, sind eine Pflanzengattung innerhalb der Familie der Binsengewächse (Juncaceae). Sie umfasst weltweit etwa 115 Arten.

## Beschreibung

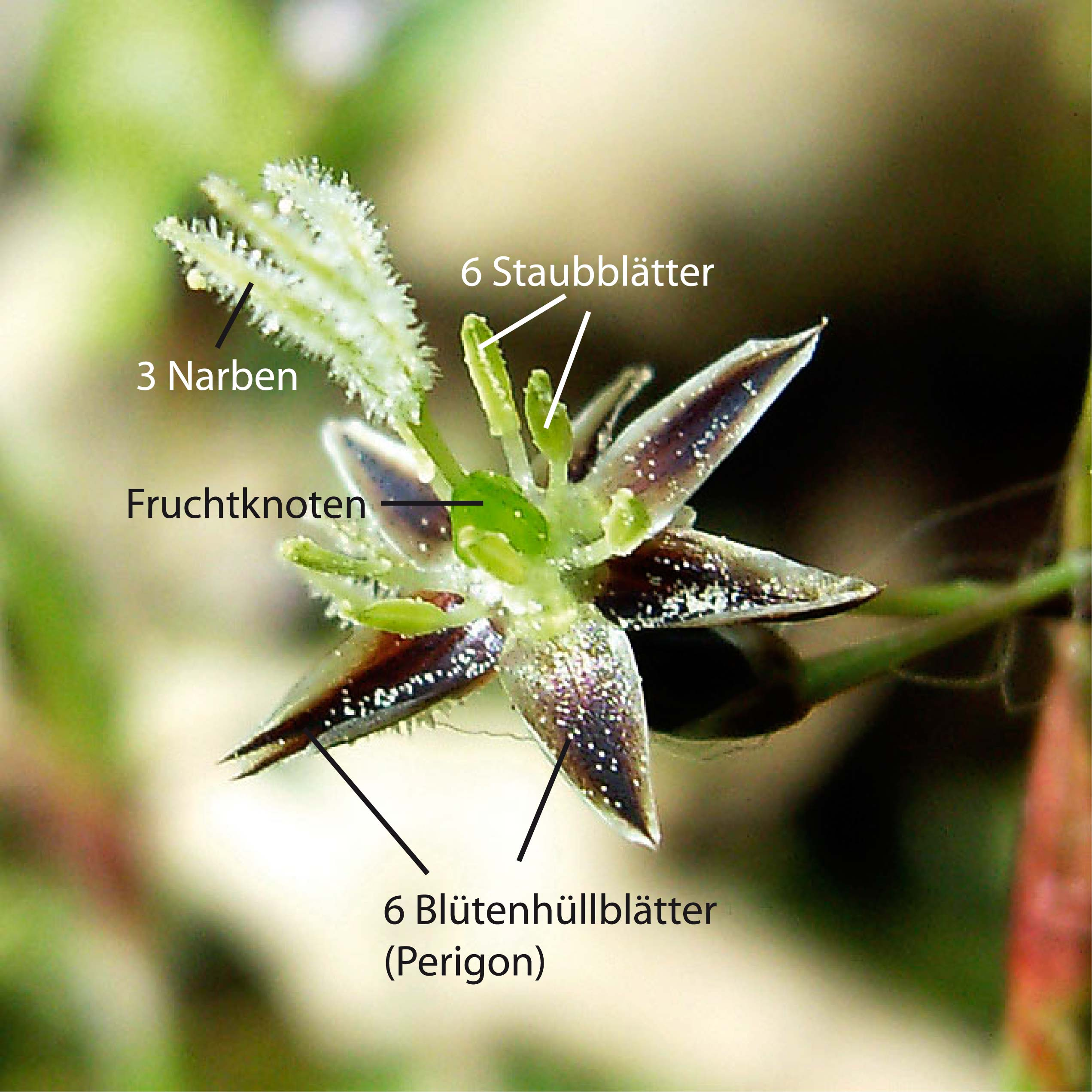
Bestandteile der Blüte einer Hainsimse

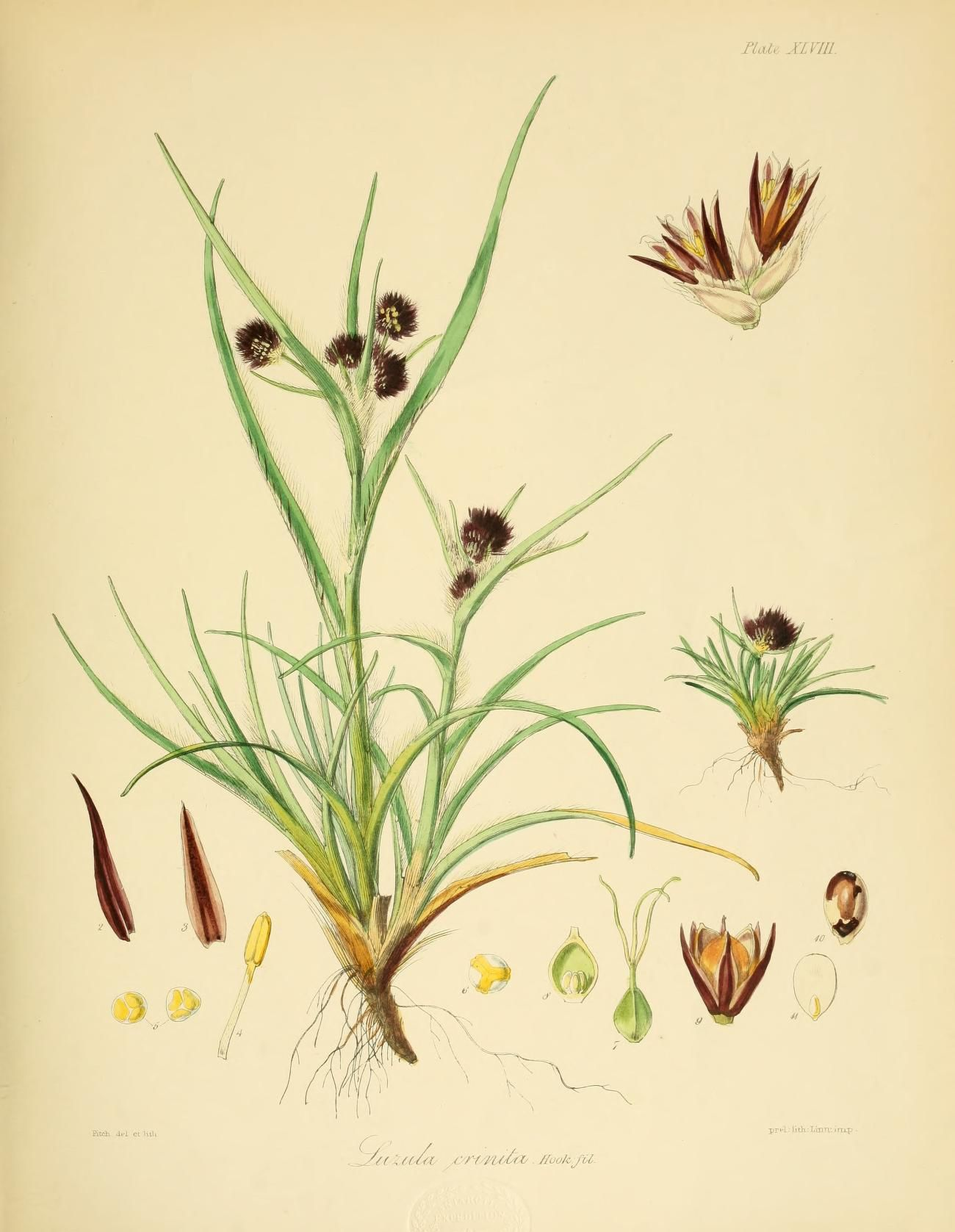
Illustration aus Joseph Dalton Hooker: Flora Antarctica, Tafel XLVIII von Luzula crinita

### Vegetative Merkmale
Hainsimsen-Arten sind ausdauernde krautige Pflanzen. Häufig bilden sie aufsteigende bis aufrechte Rhizome oder seltener Ausläufer. Die meisten Arten bilden Horste oder Rasen. Der Stängel ist zylindrisch.
Die meisten Laubblätter sind in einer grundständigen Rosette angeordnet. Falls Stängelblätter vorhanden sind, dann sind sie oft reduziert. Die Blattanordnung ist dreizeilig. Die Laubblätter sind in Blattscheide und -spreite gegliedert. Die Blattscheiden sind immer geschlossen. Die Blattränder und Scheidenmündungen sind mit wenigen Ausnahmen spärlich bis dicht lang und weich bewimpert. Die Blattscheidenmündung ist nicht geöhrt. Die einfachen Blattspreiten sind grasähnlich, linealisch und flach oder seltener rinnig.

### Generative Merkmale
Der Blütenstand ist eine Spirre, eine abgewandelte Form der Rispe. Die randlichen beziehungsweise unteren Blüten sind am längsten gestielt. Die zentralen oder oberen stehen dagegen gestauchter. Auf diese Weise entsteht ein fast becherförmiges Gebilde. Die Tragblätter sind laubblattartig oder an ihrer Basis krautig und am oberen Ende häutig. Es sind ein bis drei Deckblätter vorhanden, die am Rand meist bewimpert sind.
Die zwittrigen Blüten sind dreizählig. Es sind zwei Kreise mit je drei gleichen Blütenhüllblättern vorhanden, die braun bis mehr oder weniger schwarz-braun sind. Es sind zwei Kreise mit je drei  Staubblättern vorhanden. Die drei Fruchtblätter sind zu einem immer oberständigen Fruchtknoten verwachsen mit basaler Plazentation. Die Stempel enden in drei relativ langen, papillösen, oft eingedrehten Narbenästen.
Die einfächrigen Kapselfrüchte öffnen sich mit drei Fruchtklappen und enthalten drei Samen. Die Samen sind elliptisch bis eiförmig und an einer Seite ist eine Furche vorhanden. Die Samen sind an ihrer Basis behaart und an ihrem oberen Ende sind bei vielen Arten lange mehr oder weniger weiße Anhängsel (Elaiosomen) ausgebildet.

## Ökologie
Bei den Hainsimsen-Arten ist neben der Windausbreitung (Anemochorie) die Ameisenausbreitung (Myrmekochorie) vorherrschend.
Die fettreichen Anhängsel der Samen, die als Elaiosome bezeichnet werden, dienen den Ameisen als Nahrung. Die Samen werden in die Ameisenbauten getragen und so an andere Orte verschleppt.

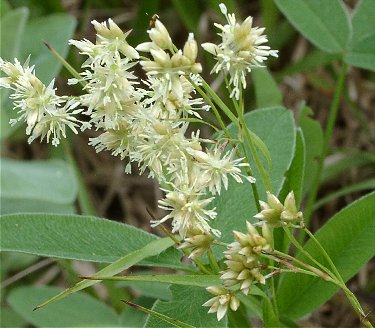
Blütenstand der Schneeweißen Hainsimse (Luzula nivea)
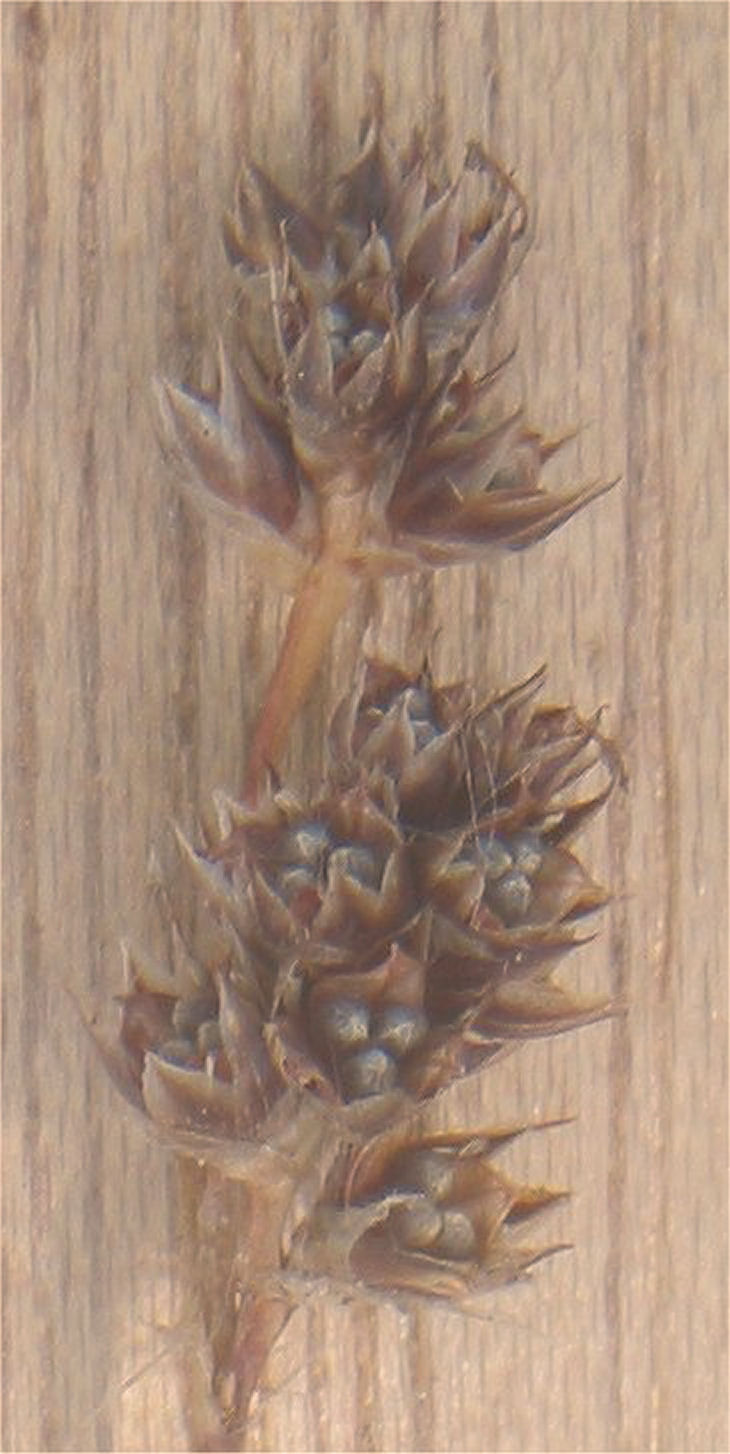
Feld-Hainsimse (Luzula campestris) mit Kapselfrüchten
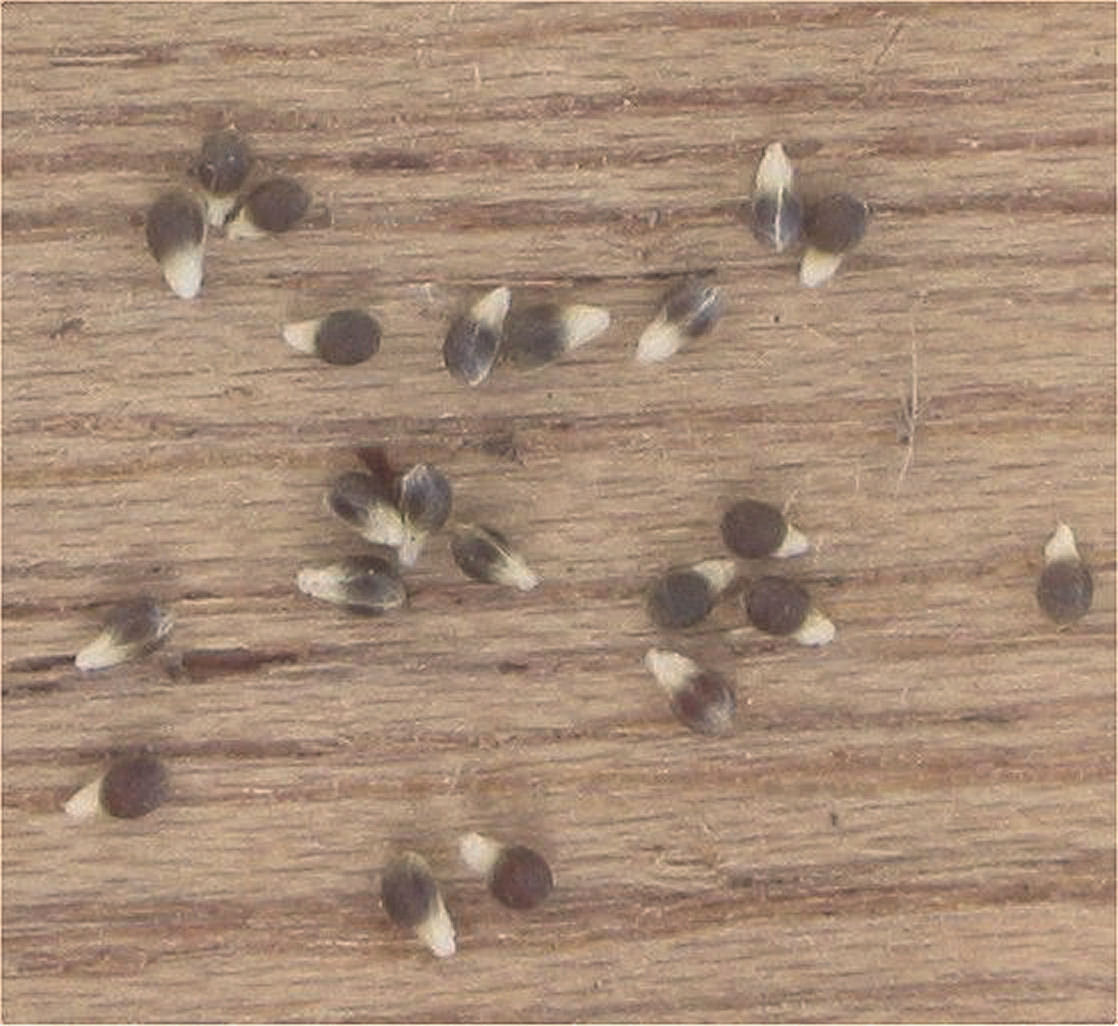
Feld-Hainsimse (Luzula campestris), Früchte mit Elaiosomen

## Vorkommen
Hainsimsen-Arten sind in den gemäßigten und arktischen Regionen beider Hemisphären  verbreitet (kosmopolitisch). Der Schwerpunkt ihrer Diversität liegt in Europa und Asien. In den Tropen ist ihr Vorkommen auf die höheren Lagen der Gebirge beschränkt. Im Gegensatz zu den Binsen (Juncus) gedeihen die Arten der Gattung Luzula meist auf trockeneren Böden und schattige Standorte wie Wälder und Gebüsche.

## Systematik

### Taxonomie
Die Gattung Luzula DC. wurde 1805 durch Augustin Pyramus de Candolle in Jean-Baptiste de Lamarck und Augustin Pyramus de Candolle: Flore Française, ou Descriptions Succinctes de Toutes les Plantes qui Croissent Naturellement en France ..., 3. Auflage, 3, Seite 158 aufgestellt. Synonyme für Luzula DC. nom. cons. sind: Cyperella J.G.H.Kramer ex MacMill., Ebingeria Chrtek & Krísa, Gymnodes (Griseb.) Fourr., Juncoides Ség. nom. rej., Luciola Sm. nom. superfl., Nemorinia Fourr., Pterodes (Griseb.) Börner nom. illeg.

### Arten und ihre Verbreitung
| Es gibt etwa 115 Arten in der Gattung Luzula |
| - Luzula abchasica Novikov: Sie kommt nur in Nordkaukasien sowie in Transkaukasien vor. - Luzula abyssinica Parl.: Sie kommt von Äthiopien bis zum tropischen Ostafrika und östlichen Zentralafrika vor. - Luzula acuminata Raf.: Die zwei Unterarten sind im zentralen bis östlichen Kanada und in den zentralen bis östlichen Vereinigten Staaten verbreitet. - Luzula acutifolia H.Nordensk.: Die zwei Unterarten kommen nur im südöstlichen Australien vor. - Luzula africana Drège ex Steud.: Sie kommt in Lesotho sowie Südafrika vor. - Luzula alopecurus Desv.: Sie kommt nur vom südlichen Chile über das südliche Argentinien bis zu den Falkland-Inseln vor. - Luzula alpestris H.Nordensk.: Sie kommt in den australischen Bundesstaaten östliches-zentrales New South Wales sowie Victoria vor. - Alpen-Hainsimse (Luzula alpina Hoppe, Syn.: Luzula multiflora var. alpina (Hoppe) Willk.): Sie gedeiht in europäischen Gebirgen von den östliche Pyrenäen bis zu den Alpen. - Braune Hainsimse (Luzula alpinopilosa (Chaix) Breistr.): Die drei Unterarten gedeihen in europäischen Gebirgen von Mittel- bis Südeuropa. - Luzula antarctica Hook. f.: Dieser Endemit kommt nur in Feuerland vor. - Luzula arcuata (Wahlenb.) Sw.: Die zwei Unterarten sind vom subarktischen Eurasien bis Japan, den Aleuten und im westlichen Nordamerika von Alaska bis Washington verbreitet. - Luzula atlantica Braun-Blanq.: Die zwei Unterarten kommen in Marokko und nördlicher Tschad vor. - Luzula atrata Edgar: Sie kommt nur im südöstlichen Australien vor. - Luzula australasica Steud.: Die zwei Unterarten kommen nur im südöstlichen Australien vor. - Luzula banksiana E.Mey.: Die etwa fünf Varietäten kommen nur Neuseeland vor. - Luzula bomiensis K.F.Wu: Sie kommt von Tibet bis südlich-zentrales China. - Luzula brachyphylla Phil.: Sie kommt nur im südlichen Chile und südlichen Argentinien vor. - Luzula brevispicata Knjaz.: Sie kommt in Iran bis Mongolei vor. - Luzula bulbosa (Alph.Wood) Smyth & L.C.Smyth: Sie kommt von den zentralen bis östlichen Vereinigte Staaten vor. - Luzula caespitosa (E.Mey.) Steud.: Sie kommt in Portugal und Spanien vor. - Luzula calabra Ten.: Dieser Endemit kommt nur im südlichen Italien vor. - Feld-Hainsimse (Luzula campestris (L.) DC.): Die zwei Unterarten kommen in Europa und nordwestlichen Afrika vor. - Luzula canariensis Poir.: Sie kommt auf den Kanarischen Inseln vor. - Luzula capitata (Miq. ex Franch. & Sav.) Kom.: Sie kommt von Russlands Fernem Osten bis Korea und zu den Nansei-Inseln vor. - Luzula caricina E.Mey.: Mexiko und Guatemala. - Luzula cascadensis Zika: Westliche Vereinigte Staaten. - Luzula celata Edgar: Dieser Endemit kommt nur auf der Südinsel Neuseelands vor. - Luzula chilensis Nees & Meyen ex Kunth (Syn.: Luzula chilensis var. pallida Buchenau ex Fuentes, Luzula chilensis var. psilophylla (Phil.) Fuentes, Luzula psilophylla Phil., Luzula rigida Phil.): Sie kommt vom zentralen bis südlichen Chile und vom nordwestlichen bis südlichen Argentinien vor. - Luzula colensoi Hook. f.: Neuseeland. - Luzula comosa E.Mey.: Die zwei Varietäten sind im westlichen Nordamerika von Alaska über das westliche Kanada und westliche bis westliche-zentrale Vereinigte Staaten bis ins nördliche Mexiko verbreitet. - Luzula confusa Lindeb.: Subarktis südlich bis zu den nordöstlichen Vereinigten Staaten. - Kopfige Hainsimse (Luzula congesta (Thuill.) Lej.): Nördliches und westliches Europa. - Luzula crenulata Buchenau: Neuseeland. - Luzula crinita Hook. f.: Sie kommt in Neuseeland und auf den Macquarieinsel vor. - Luzula decipiens Edgar: Neuseeland. - Luzula densiflora (H.Nordensk.) Edgar: Südliches und südöstliches Australien. - Luzula denticulata Liebm.: Mexiko bis Panama. - Desvaux-Hainsimse oder Pyrenäen-Hainsimse (Luzula desvauxii Kunth): Nordspanien bis Südwestdeutschland. - Luzula divaricata S.Watson: Sie kommt in den westlichen USA vom zentralen Kalifornien über das westliche Nevada bis Oregon vor. - Schlanke Hainsimse (Luzula divulgata Kirschner): Europa - Luzula divulgatiformis Bačič & Jogan: Dieser Endemit kommt nur in Slowenien vor. - Luzula echinata (Small) F.J.Herm.: Zentrale und östliche Vereinigte Staaten. - Luzula ecuadoriensis Balslev: Ecuador und westliches Bolivien. - Luzula effusa Buchenau: Östliches Nepal bis Neuguinea. Mit zwei Varietäten. - Luzula elegans Lowe: Madeira, Kanarische Inseln. - Luzula excelsa Buchenau: Südliches Peru bis Argentinien. - Breitsamige Hainsimse (Luzula exspectata Bačič & Jogan): Sie wurde 2007 erstbeschrieben und kommt in Deutschland in den Allgäuer Alpen, in Österreich sowie in Slowenien vor. - Luzula fallax Kirschner: Südosteuropa. - Luzula flaccida (Buchenau) Edgar: Sie kommt vom östlichen bis südöstlichen Australien vor. - Luzula formosana Ohwi: Sie kommt nur in Taiwan vor. - Forster-Hainsimse (Luzula forsteri (Sm.) DC.): Europa bis Iran, Kanarische Inseln und Nordwestafrika. Mit drei Unterarten. - Luzula gigantea Desv.: Nordwestliches Venezuela bis nordwestliches Argentinien. - Kahle Hainsimse (Luzula glabrata (Hoppe) Desv.): Berchtesgadener Alpen, Österreich und nördliches Italien. - Luzula groenlandica Böcher: Alaska bis British Columbia und Grönland. - Luzula hawaiiensis Buchenau: Die etwa drei Varietäten kommen nur in Hawaii vor. - Luzula hitchcockii Hämet-Ahti: Südwestliches Kanada bis nordwestliche Vereinigte Staaten. - Luzula ignivoma Kirschner: Costa Rica. - Luzula inaequalis K.F.Wu: Chinesische Provinz Jiangxi. - Luzula indica Kirschner: Südwestliches Indien. - Luzula jimboi Miyabe & Kudo: die zwei Unterarten kommen von Kamtschatka bis Japan vor. - Luzula johnstonii Buchenau: Äthiopien bis östliches und östlich-zentrales tropischen Afrika. - Luzula kjellmaniana Miyabe & Kudo: Sibirien bis Russlands fernem Osten Alaska bis nordwestliches Kanada. - Luzula kobayasii Satake: Nördliche Kamtschatka bis zu den nördlichen Kurilen und bis Alaska. - Luzula lactea (Link) E.Mey.: Portugal und Spanien. Mit zwei Varietäten. - Luzula leiboldii Buchenau: Chila und Argentinien. - Luzula leptophylla Buchenau & Petrie: Neuseeland. - Luzula longiflora Benth.: Dieser Endemit kommt nur auf der Lord-Howe-Insel vor. - Gelbe Hainsimse (Luzula lutea (All.) DC.): Östliche Pyrenäen und Südwestalpen bis zu den norditalienischen Gebirgen. - Luzula lutescens (Koidz.) Kirschner & Miyam.: Sie kommt nur vom zentralen bis südlichen Japan vor. - Gelbliche Hainsimse (Luzula luzulina (Vill.) Racib.): Europäische Gebirge. - Weißliche Hainsimse (Luzula luzuloides (Lam.) Dandy & E.Willm.): Europa. Mit zwei Unterarten. - Luzula macrantha (S.Watson) Zika & B.L.Wilson: Südwestliches Kanada bis Kalifornien. - Luzula mannii (Buchenau) Kirschner & Cheek: Westlich-zentrales und östliches tropischen Afrika. Mit zwei Unterarten. - Luzula masafuerana Skottsb.: Dieser Endemit kommt nur auf den Juan-Fernández-Inseln vor. - Luzula mendocina Barros: Zentrales Argentinien. - Luzula meridionalis H.Nordensk.: Südliches und südöstliches Australien. - Luzula modesta Buchenau: Südöstliches Australien. - Vielblütige Hainsimse (Luzula multiflora (Ehrh.) Lej.): Die etwa sechs Unterarten gedeihen in subarktischen bis gemäßigte Gebieten der nördlichen Halbkugel, in Costa Rica und Argentinien bis zu den Falklandinseln. - Luzula nipponica (Satake) Kirschner & Miyam.: Korea und Japan. - Luzula nivalis (Laest.) Spreng.: Subpolare Zone der Nordhalbkugel. - Schneeweiße Hainsimse (Luzula nivea (Nathh.) DC.): Pyrenäen und Alpen. - Luzula nodulosa E.Mey.: Marokko, Algerien und von Griechenland bis zur westlichen Türkei. - Luzula novae-cambriae Gand.: Südliches New South Wales bis Tasmanien. - Luzula oligantha Sam.: Arunachal Pradesh, Russlands Ferner Osten bis nördliches Korea und nördliches und zentrales Japan. - Luzula orestera Sharsm.: Sie kommt in Kalifornien in der Sierra Nevada vor. - Luzula ostenii (Mattf.) Herter: Uruguay. - Luzula ovata Edgar: Südöstliches Australien. - Bleiche Hainsimse (Luzula pallescens Sw., Syn.: Luzula pallidula Kirschner): Subarktisches und subalpines Eurasien. In Mitteleuropa kommt sie in Deutschland, Österreich, Tschechien, Polen und Dänemark vor. - Luzula papuana M.E.Jansen: Neuguinea. - Luzula parviflora (Ehrh.) Desv.: Die drei Unterarten kommen von der Subarktis bis nördliche China und bis zu den Rocky Mountains vor. - Luzula pedemontana Boiss. & Reut.: Südöstliches Frankreich bis nördliches Italien und Korsika. - Luzula pediformis (Chaix) DC.: Spanien, Frankreich und Italien. - Luzula peruviana Desv. (Syn.: Luzula boliviensis Buchenau, Luzula peruviana var. longispica Barros): Sie kommt im zentralen Mexiko und vom westlichen Südamerika bis ins nordwestliche Argentinien vor. - Luzula philippinensis M.E.Jansen: Dieser Endemit kommt nur auf Luzon vor. - Luzula picta A.Rich.: Die etwa drei Varietäten kommen nur in Neuseeland vor. - Behaarte Hainsimse (Luzula pilosa (L.) Willd.): Europa bis Sibirien. - Luzula pindica (Hausskn.) Chrtek & Krísa: Südosteuropa. - Luzula piperi (Coville) M.E.Jones: Sie ist von Alaska bis in die westlichen Vereinigten Staaten und von Russlands Fernem Osten bis ins nördliche Japan verbreitet. - Luzula plumosa E.Mey.: Die etwa drei Unterarten kommen vom Himalaja bis Japan vor. - Luzula poimena W.M.Curtis: Dieser Endemit kommt nur in Tasmanien vor. - Luzula pumila Hook. f.: Diese Endemit kommt nur auf der Südinsel Neuseelands vor. - Luzula purpureosplendens Seub.: Dieser Endemit kommt nur auf den Azoren vor. - Luzula racemosa Desv.: Mexiko und Guatemala, nordwestliches Venezuela bis Argentinien. - Luzula rufa Edgar: Die zwei Varietäten kommen auf der Südinsel Neuseelands sowie auf den Chathaminseln vor. - Luzula rufescens Fisch. ex E.Mey.: Die etwa zwei Varietäten kommen vom östlichenSibirien bis Korea und von Alaska bis ins nordwestliche Kanada vor. - Luzula ruiz-lealii Barros: Argentinien - Luzula seubertii Lowe: Dieser Endemit kommt nur auf Madeira vor. - Ähren-Hainsimse (Luzula spicata (L.) DC.): Die etwa fünf Unterarten sind in subarktischen und subalpinen Gebieten der Nordhalbkugel verbreitet. - Geknäuelte Ähren-Hainsimse (Luzula spicata subsp. conglomerata (W.D.J.Koch) Murr): Sie wird kaum 15 Zentimeter hoch und kommt in Mitteleuropa in den Alpen von Bayern, Österreich und der südlichen Schweiz vor. - Luzula spicata subsp. italica (Parl.) Arcang.: Sie kommt in Europa in Italien, Sardinien, Korsika, Sizilien und auf der Balkan-Halbinsel vor. - Luzula spicata subsp. nevadensis P. Monts.: Sie kommt in Spanien und in Marokko vor. - Luzula spicata (L.) DC. subsp. spicata - Luzula stenophylla Steud.: Nördliche Türkei bis nördlicher Iran. - Luzula subcapitata (Rydb.) H.D.Harr.: Dieser Endemit kommt nur in Colorado vor. - Luzula subcongesta (S.Watson) Jeps.: Sie gedeiht in Gebirgen Kaliforniens. - Luzula subsessilis (S.Watson) Buchenau: Sie kommt im westlichen Nordamerika vom südwestlichen British Columbia bis ins westliche Kalifornien vor. - Sudeten-Hainsimse (Luzula sudetica (Willd.) Schult.): Europa bis Kaukasusraum. - Wald-Hainsimse (Luzula sylvatica (Huds.) Gaudin): die etwa vier Unterarten kommen von Europa bis zum Kaukasusraum vor. - Luzula taiwaniana Satake: Taiwan. - Luzula taurica (V.I.Krecz.) Novikov: Südosteuropa bis nordwestlicher Iran. - Luzula traversii (Buchenau) Cheeseman: Die zwei Varietäten kommen nur auf Südinsel Neuseelands vor. - Luzula tristachya Desv.: Sie kommt vom zentralen bis südlichen Chile vor. - Luzula ulei Buchenau: Sie kommt vom südöstlichen bis südlichen Brasilien vor. - Luzula ulophylla (Buchenau) Cockayne & Laing: Dieser Endemit kommt nur auf der Südinsel Neuseelands vor. - Luzula vulcanica Liebm.: Sie kommt in den zentralmexikanischen Bundesstaaten Veracruz sowie Puebla und in westlichen südamerikanischen Staaten Kolumbien, Ecuador, Peru sowie Bolivien. - Luzula wahlenbergii Rupr.: Sie ist auf der Nordhalbkugel in Nordamerika und Eurasien von Subarktis bis Nordkorea weitverbreitet. |

### Hybriden
| Es gibt einige Naturhybriden in der Gattung Luzula |
| - Luzula ×bogdanii Kirschner = Luzula campestris × Luzula fallax: Sie kommt in Bulgarien vor. - Luzula × bornmuelleriana Kük. = Luzula alpinopilosa × Luzula lutea: Sie kommt in Österreich vor. - Luzula ×borreri Bromf. ex Bab. = Luzula forsteri × Luzula pilosa: Sie kommt in Frankreich, Großbritannien, Irland und in Deutschland vor. - Luzula ×danica H.Nordensk. & Kirschner = Luzula congesta × Luzula multiflora: Sie kommt in Spanien, Großbritannien und in Dänemark vor. - Luzula ×favratii K.Richt. = Luzula luzuloides × Luzula nivea: Sie kommt in Deutschland, in der Schweiz und in Österreich vor. - Luzula ×gayana Font Quer & Rothm. = Luzula caespitosa × Luzula pediformis: Sie kommt in Spanien vor. - Luzula ×hasleri Murr = Luzula alpinopilosa × Luzula sylvatica subsp. sieberi: Sie kommt in Österreich vor. - Luzula ×heddae Kirschner = Luzula campestris × Luzula sudetica: Sie kommt in Spanien, in der Schweiz, in Schweden und in der früheren Tschechoslowakei vor. - Luzula ×hermannii-muelleri Asch. & Graebn. = Luzula luzuloides × Luzula sylvatica: Sie kommt in Frankreich und in Deutschland vor. - Luzula ×hybrida H.Lindb. ex Kirschner = Luzula pallescens × Luzula sudetica: Sie kommt in der früheren Tschechoslowakei, in Schweden, Finnland und in Russland vor. - Luzula ×johannis-principis Murr = Luzula alpina × Luzula sylvatica subsp. sieberi: Sie kommt in Deutschland und in Österreich vor. - Luzula ×levieri Asch. & Graebn. = Luzula nivea × Luzula pedemontana: Sie kommt in Italien vor. - Luzula ×media Kirschner = Luzula divulgata × Luzula multiflora: Sie kommt in der früheren Tschechoslowakei vor. - Luzula ×pfaffii Murr = Luzula lutea × Luzula luzuloides subsp. rubella: Sie kommt in Italien vor. - Luzula ×romanica J.Dvorák & Vorel = Luzula forsteri × Luzula luzulina: Sie kommt in Rumänien vor. - Luzula ×sichuanensis K.F.Wu = Luzula effusa × Luzula parviflora: Sie kommt in China vor. - Luzula ×somedana Fern-Carv. & Fern.Prieto = Luzula pediformis × Luzula sylvatica subsp. henriquesii: Sie kommt in Spanien vor. - Luzula ×vinesii Murr = Luzula luzulina × Luzula pilosa: Sie kommt in der Schweiz, in Österreich und in der früheren Tschechoslowakei vor. - Luzula ×wettsteinii Buchenau = Luzula crinita var. petrieana × Luzula leptophylla: Sie kommt auf der Südinsel von Neuseeland vor. - Luzula ×winderiae Murr = Luzula alpina × Luzula spicata: Sie kommt in Frankreich, Deutschland und in Österreich vor. |